# Seth Ward
|  | Per a altres significats, vegeu «Seth Ward, Texas». |

Seth Ward   (Aspenden, abril 1617 - Londres, 6 de gener de 1689) va ser un bisbe anglicà, conegut per les seves aportacions a l'astronomia geomètrica i, concretament, a la hipòtesi simplement el·líptica.

## Vida
Seth Ward era el segon fill de l'advocat John Ward i de Martha Dalton. Tot i el càrrec del pare la família no devia ser gaire rica, ja que va ingressar al Sidney Sussex College de la Universitat de Cambridge com a becari el 1632. Es va graduar el 1637 i el 1640 obtingué el seu Master of Arts.
El 1649 és nomenat savilian professor d'astronomia a la Universitat d'Oxford, en substitució de John Greaves que va ser desposseït del càrrec per les seves tendències reialistes durant la Guerra Civil Anglesa. Ward serà el primer professor d'astronomia en basar el seu ensenyament en el sistema copernicà, ja que els seus antecessors (John Greaves i John Bainbridge) explicaven el ptolemaic.
Després de la restauració monàrquica el 1661, Ward va ser cridat a assumir responsabilitats eclesiàstiques com a bisbe d'Exeter i poc després de Salisbury. Aquestes responsabilitats, aparellades amb les corresponents funcions polítiques que incorporaven, el van fer abandonar tota activitat científica posterior.

## Obra
La idea principal per la que és conegut Seth Ward, és el seu model el·líptic senzill, un model astronòmic que defensa que els planetes es mouen en òrbites el·líptiques entorn del Sol que es troba en un dels focus de l'el·lipse. Aquesta idea va ser desenvolupada en dos tractats en els que criticava l'obra d'Ismael Boulliau i el seu model de seccions còniques. En el primer d'aquests tractats (Inquisitio brevis, 1653) se centrava en mètodes estrictament matemàtics i afirmava, incorrectament, que el seu model donava millors resultats. En el segon tractat (Astronomia geometrica, 1656) donava una versió més acurada dels seus càlculs, però que tampoc aconseguia ajustar totalment a les observacions empíriques. El debat sobre la teoria dels planetes continuaria els següents trenta anys, fins que sorgís la teoria de la gravitació universal de Newton.